# Alexania moerchi
Alexania moerchi é uma espécie de pequeno molusco gastrópode marinho da família Epitoniidae, na ordem Caenogastropoda; de concha globular, castanha e chegando a pouco mais de um centímetro, em seu tamanho máximo; com abertura grande, de lábio externo fino e opérculo córneo. Foi classificada por A. Adams & Angas, em 1864, e descrita originalmente como Amauropsis moerchi, sendo distribuída pelo sudeste da Austrália, em Queensland e Nova Gales do Sul (também citada no Japão); encontrada nos interstícios de vermes tubulares arenosos, da espécie Galeolaria caespitosa, aglomerados em rochas expostas no meio da maré, nas plataformas dos recifes.